# Urodeta absidata
Urodeta absidata is een vlinder uit de familie grasmineermotten (Elachistidae). De wetenschappelijke naam van deze soort is voor het eerst geldig gepubliceerd in 2011 door Sruoga & De Prins.
De soort komt voor in tropisch Afrika.